# 黒川巳喜
黒川 巳喜（くろかわ みき、1905年（明治38年）3月 - 1994年（平成6年）1月2日）は、愛知県海部郡蟹江町出身の建築家。愛知県総務部営繕課に勤務した後に独立して黒川建築事務所を設立し、公共建築を多く手掛けた。建築家の黒川紀章と黒川雅之と黒川喜洋彦は息子。

## 経歴
1905年（明治38年）3月、愛知県海部郡蟹江町蟹江新田に生まれた。1924年（大正13年）、旧制私立東海中学校を卒業した。
1927年（昭和2年）3月には名古屋高等工業学校（現在の名古屋工業大学）建築科を卒業。卒業設計は「或美術協会」の洋画自由研究所である。卒業後には愛知県総務部営繕課の建築助手となった。昭和塾堂（1929年）の設計主任は足立武郎であり、実施設計は黒川が担当した。愛知県信用組合連合会会館（1935年）は黒川と土田幸三郎が設計を担当したとされる。そのほかには、江川警察署（1932年）、愛知県庁舎（1938年）の正面広間・正面階段部分などを担当している。1940年（昭和15年）には営繕課の技師となった。
1944年（昭和19年）6月に愛知県を退職し、民間企業である高野精密株式会社に転職した。戦後の1946年（昭和21年）2月、41歳の時に黒川建築事務所を設立した。黒川建築事務所時代の作品としては、飛島村役場（1961年）や市之倉陶磁器会館（1969年）が知られている。1968年（昭和43年）には社団法人日本建築家協会の東海支部長に就任した。
68歳だった1973年（昭和48年）1月には株式会社に改組し、株式会社黒川建築事務所の代表取締役となった。1983年（昭和58年）、株式会社黒川建築事務所の取締役会長となった。
1994年（平成6年）1月2日に死去した。名古屋市千種区の覚王山日泰寺で長男の黒川紀章を喪主とする黒川建築事務所の社葬が行われた。

## 人物

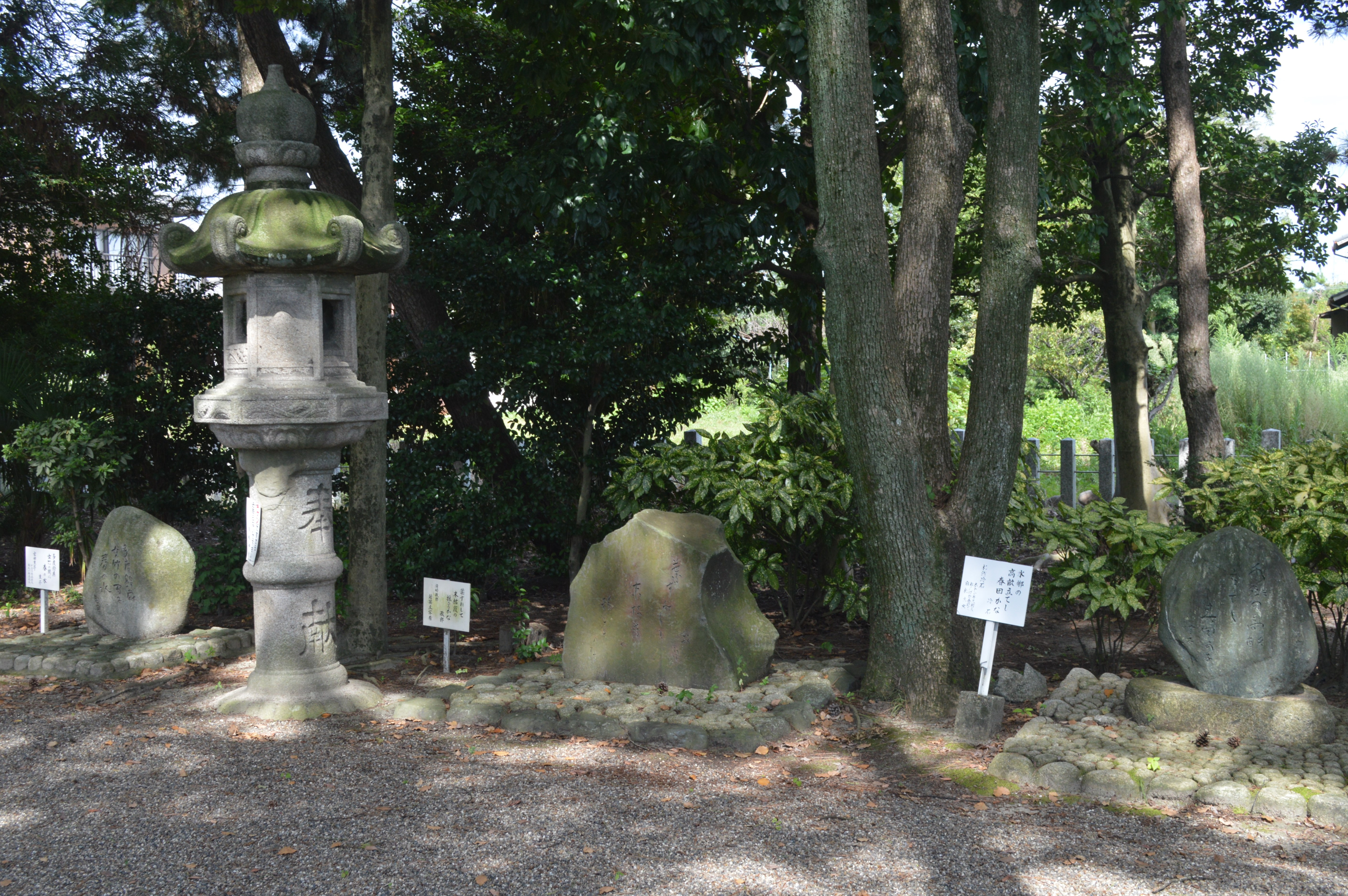
鹿嶋神社文学苑

俳句や俳画を趣味とし、小酒井不木が創立したねんげ句会、雑誌『ホトトギス』の同人であった。1964年（昭和39年）には蟹江町の生家近くにある佐屋川の河畔に吉川英治の句碑を建立した。1968年（昭和43年）から1985年（昭和60年）私財を投じて、やはり生家近くにある鹿嶋神社（鹿島神社）の敷地内に鹿島神社文学苑を建設した。鹿島神社文学苑にはねんげ句会同人が蟹江の風景を読んだ26基の句碑が並んでおり、小酒井不木、中村汀女、山口誓子などの句碑がある。

## 家族
妻の黒川澄子は金城学院大学家政学科を卒業しており、黒川建築事務所の監査役を務めた。長男の黒川紀章、次男の黒川雅之、三男の黒川喜洋彦はいずれも建築家である。
黒川紀章は京都大学工学部建築学科を卒業し、東京大学大学院建築学専攻博士課程を単位取得退学した。黒川紀章建築都市設計事務所やアーバンデザインコンサルタントの社長を務め、2006年（平成18年）には文化功労者に推挙された。
黒川雅之は名古屋工業大学建築学科を卒業し、早稲田大学大学院博士課程を修了した。黒川雅之建築設計事務所を設立し、また金沢美術工芸大学大学院専任教授を務めた。
黒川喜洋彦は名古屋工業大学建築学科を卒業し、アメリカ合衆国のクランブルック・アカデミー・オブ・アート建築学科修士課程を修了した。2004年（平成16年）から黒川建築事務所の代表取締役を務めた。

## 作品

### 愛知県営繕課
愛知県総務部営繕課時代（1927年～1944年）

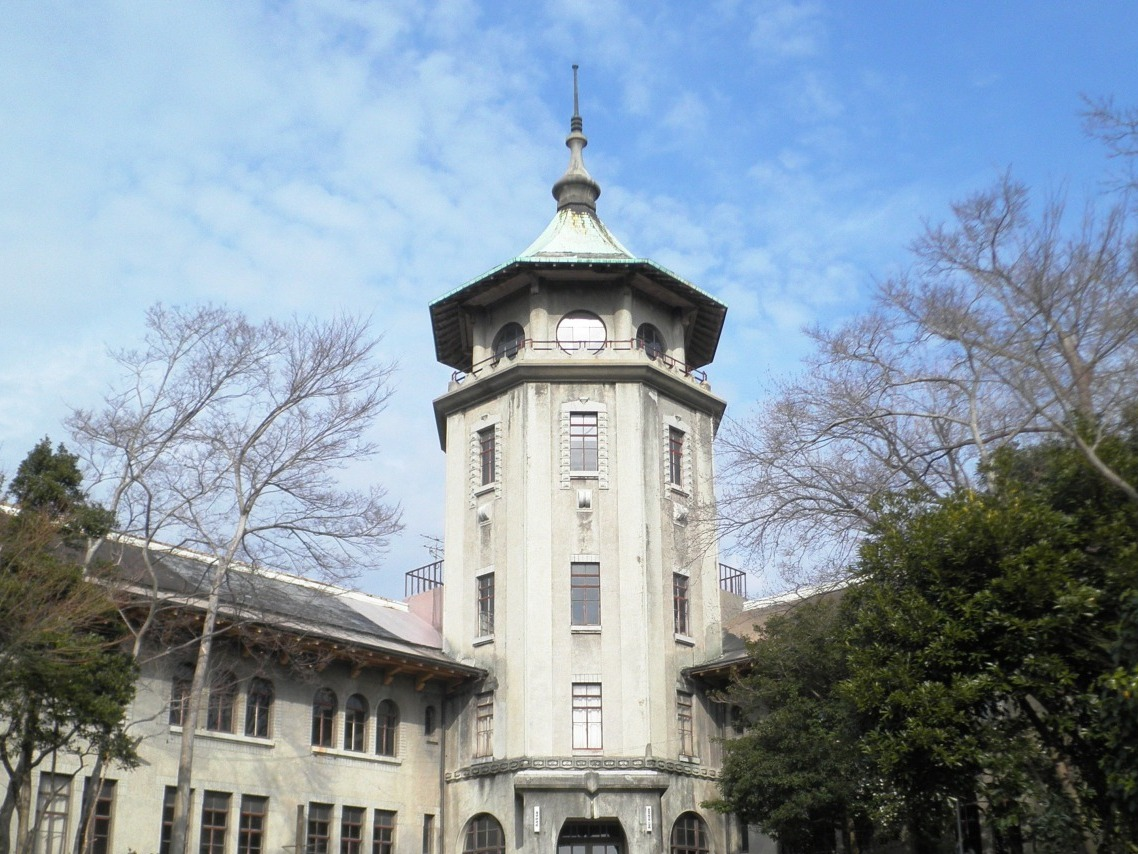
昭和塾堂（1929年） - 実施設計。
- 江川警察署（1932年）
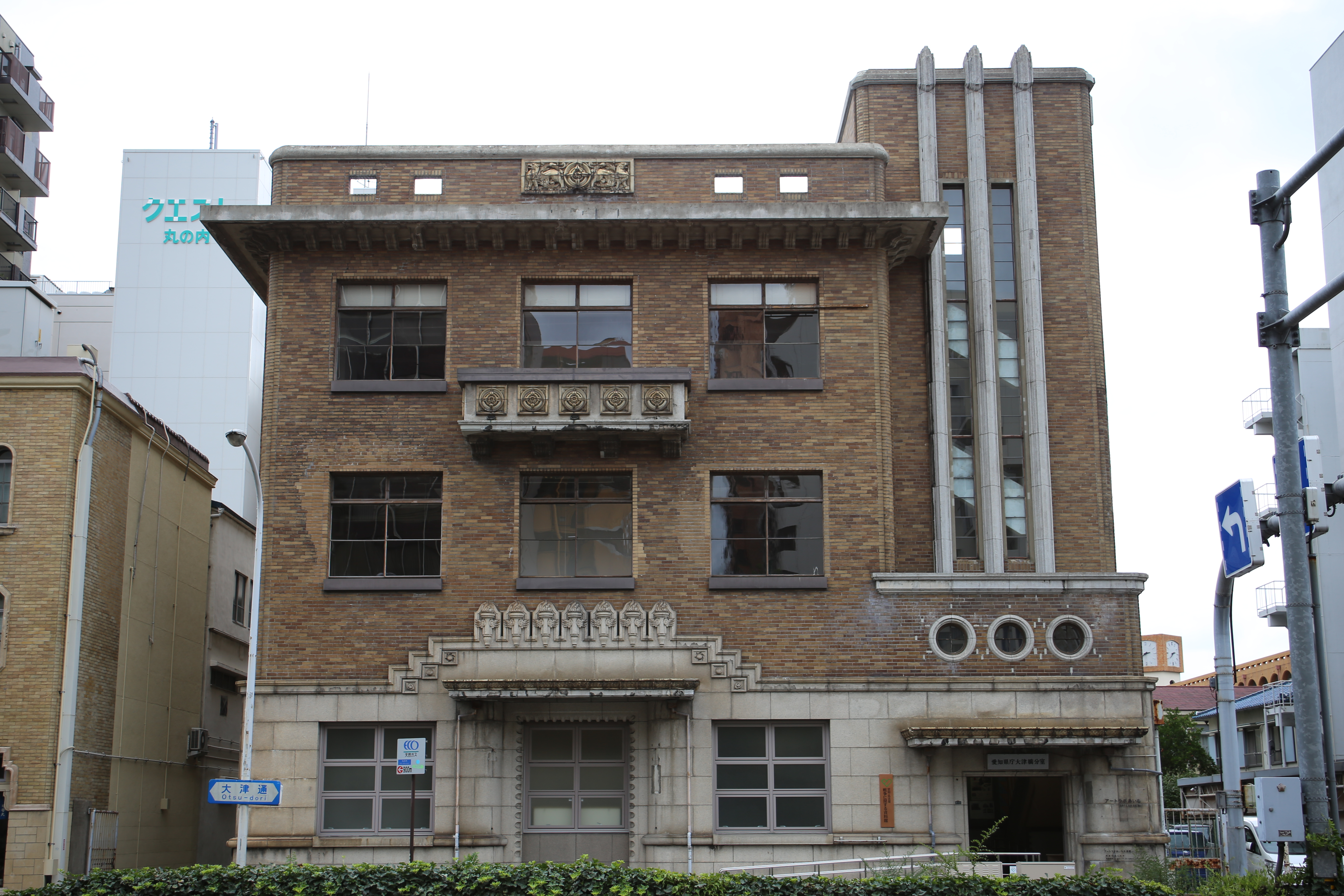
愛知県信用組合連合会会館（1935年）
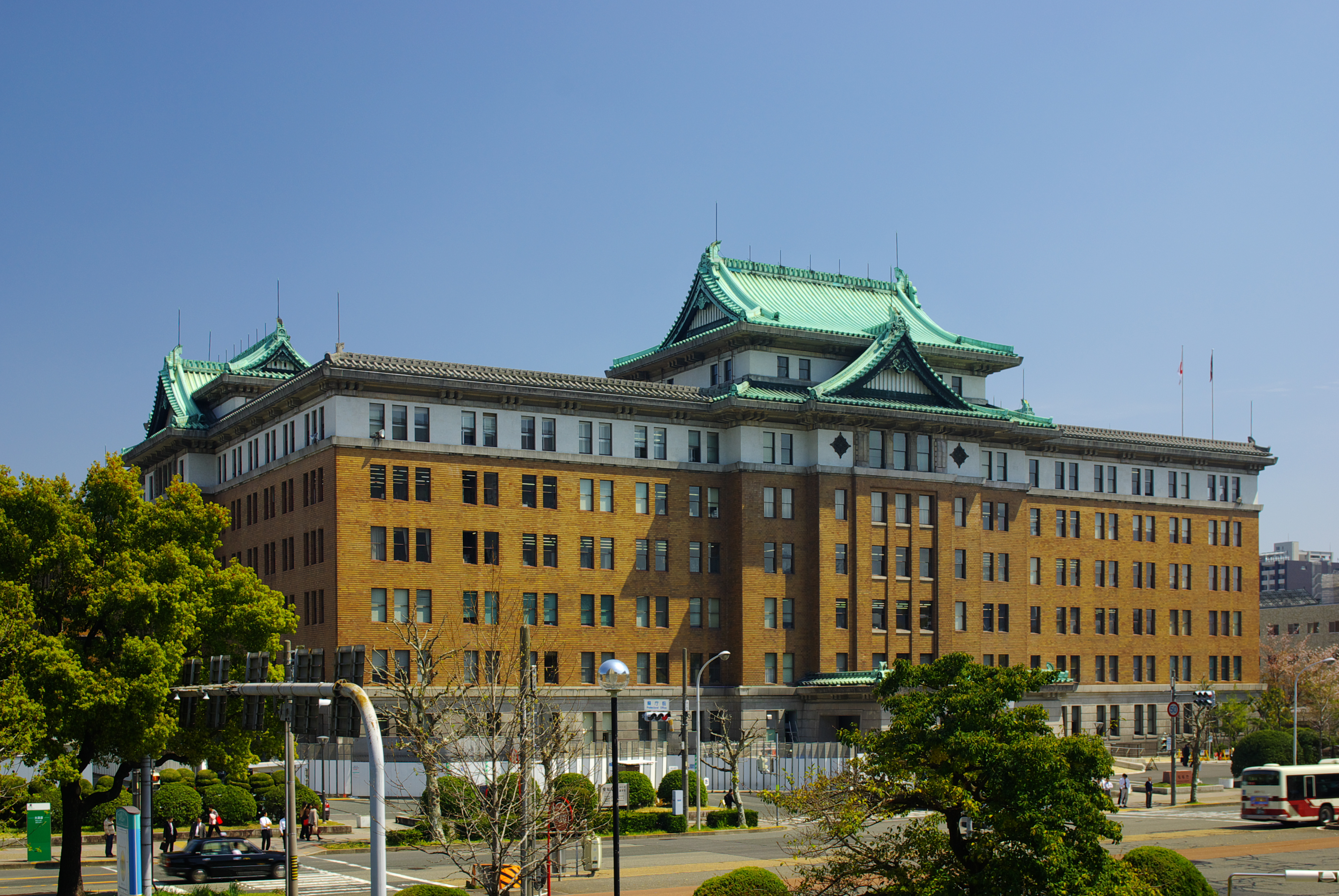
愛知県商工館（1937年）
- 愛知県庁舎（1938年） - 部分。
- 名古屋帝国大学看護婦寮

- 昭和塾堂
- 愛知県信用組合連合会会館
- 愛知県庁舎

### 黒川建築事務所
黒川建築事務所時代（1946年～1982年）
- 飛島村役場（1961年）
- 瑞浪市市民会館（1965年）
- 瑞浪陶磁器工業協同組合会館（1966年）
- 大同製鋼鉄心寮（1966年）
- 大同製鋼教育センター（1968年）
- 蟹江町商工会館（1968年）
- 一宮市消防署庁舎（1968年）
- 東海学園南棟校舎（1968年）
- 市之倉陶磁器工業協同組合会館（1969年）
- 大同製鋼日長台共同住宅（1969年）
- 蟹江町立蟹江中学校（1969年）
- 豊田市消防庁舎（1970年）
- 旭町役場庁舎（1970年）
- 春日井市老人福祉センター（1970年）
- 大同製鋼体育館（1971年）
- 飛島村立飛島中学校（1971年）
- 蟹江町消防署庁舎（1972年）

## 著書
- 黒川巳喜『ありつたけ 句集』黒川已喜、1984年
- 黒川巳喜『松ぽくり 句集』黒川巳喜、1993年